# Грушівка (Березівський повіт)
Грушівка — урочище (лісова осада) у гміні Дидня, Березівського повіту Підкарпатського воєводства, у південно-східній частині Польщі, колишнє українське село на Закерзонні.

## Розташування
Розташована приблизно за 1 км на північ від села Улюч, за 9 км на схід від адміністративного центру ґміни села Дидня, за 20 км на схід від повітового центру Березова і за 43 км на південний схід від воєводського центру Ряшева на правому березі Сяну.

## Назва
У 1977-1981 рр. в ході кампанії ліквідації українських назв село називалося Ґрошувка (пол. Groszówka).

## Історія
Вперше згадується в 1442 р. До 1772 р. належала до Мриголодського староства Самбірської економії Руського воєводства.
До початку XIX ст. Грушівка була присілком (частиною) села Улюч.
У 1869 р. Грушівка належала до Добромильського повіту, складалася з фільварку (2 будинки і 13 жителів) та села (52 будинки і 305 жителів); разом було 54 будинки і 318 жителів. У 1881 р. було 236 греко-католиків і 107 римо-католиків. Греко-католики належали до парафії Улюч Бірчанського деканату  Перемишльської єпархії.
На 1936 р. було 376 греко-католиків, які належали до парафії Улюч Динівського деканату Апостольської адміністрації Лемківщини. Метричні книги велися від 1785 р.
На 01.01.1939 у селі було 530 жителів, з них 420 українців-грекокатоликів, 70 українців-римокатоликів, 30 поляків і 10 євреїв. Село належало до Березівського повіту Львівського воєводства.
У середині вересня 1939 року німці окупували село, однак вже 26 вересня 1939 року мусіли відступити, оскільки за пактом Ріббентропа-Молотова правобережжя Сяну належало до радянської зони впливу. 27.11.1939 постановою Верховної Ради УРСР село в ході утворення Дрогобицької області включене до Добромильського повіту. 17 січня 1940 року село включене до Бірчанського району Дрогобицької області. В червні 1941, з початком Радянсько-німецької війни, село знову було окуповане німцями. В липні 1944 року радянські війська заволоділи селом і розпочали примусову мобілізацію. В березні 1945 року, у рамках підготовки до підписання Радянсько-польського договору про державний кордон село зі складу Дрогобицької області було передане Польщі. Українське населення було піддане етноциду. Частина переселена на територію СРСР в 1946 році. Українці, яким вдалось уникнути виселення (90 осіб), у 1947 році між 28 квітня і 10 травня під час Операції Вісла були депортовані на понімецькі землі.

## Сучасність
Українською спільнотою відновлена капличка і встановлена придорожня табличка з назвою колишнього села.